# Echium anchusoides
Echium anchusoides är en strävbladig växtart som beskrevs av Bacch., Brullo och Selvi. Echium anchusoides ingår i släktet snokörter, och familjen strävbladiga växter. Inga underarter finns listade i Catalogue of Life.